# Saison 1977-1978 de la LHOu
Saison précédente Saison suivante
La saison 1977-1978 est la 12e saison de hockey sur glace de la Ligue de hockey de l'Ouest du Canada, maintenant connu sous le nom de Ligue de hockey de l'Ouest. Les Bruins de New Westminster remporte une quatrième Coupe du Président consécutive en battant en finale les Bighorns de Billings. Puis les Bruins remportèrent par la suite une deuxième Coupe Memorial d'affilée.

## Saison régulière
Avant le début de la dernière saison de la ligue sous l'appellation de Ligue de hockey de l'Ouest du Canada, trois équipes sont relocalisés ; les Centennials de Calgary partent vers Billings dans l'état américain du Montana et prennent le nom des Bighorns de Billings. De leur côté les Monarchs de Winnipeg sont transférés vers Calgary en Alberta et adoptent le nom des Wranglers de Calgary, les Chiefs de Kamloops pour leur part quittent vers la ville de Seattle, située dans l'État de Washington et sont renommés les Breakers de Seattle.

### Classement
| Division Est           | PJ | V  | D  | N  | Pts | BP  | BC  |
| ---------------------- | -- | -- | -- | -- | --- | --- | --- |
| Wheat Kings de Brandon | 72 | 46 | 12 | 14 | 106 | 424 | 299 |
| Bombers de Flin Flon   | 72 | 33 | 30 | 9  | 75  | 396 | 380 |
| Pats de Regina         | 72 | 29 | 38 | 5  | 63  | 363 | 405 |
| Blades de Saskatoon    | 72 | 20 | 50 | 2  | 42  | 340 | 460 |

| Division Centrale      | PJ | V  | D  | N  | Pts | BP  | BC  |
| ---------------------- | -- | -- | -- | -- | --- | --- | --- |
| Broncos de Lethbridge  | 72 | 36 | 29 | 7  | 79  | 341 | 328 |
| Bighorns de Billings   | 72 | 32 | 31 | 9  | 73  | 342 | 336 |
| Tigers de Medicine Hat | 72 | 22 | 41 | 9  | 53  | 293 | 365 |
| Wranglers de Calgary   | 72 | 18 | 40 | 14 | 50  | 303 | 404 |

| Division Ouest            | PJ | V  | D  | N  | Pts | BP  | BC  |
| ------------------------- | -- | -- | -- | -- | --- | --- | --- |
| Winter Hawks de Portland  | 72 | 41 | 20 | 11 | 93  | 361 | 296 |
| Cougars de Victoria       | 72 | 34 | 29 | 9  | 77  | 365 | 333 |
| Bruins de New Westminster | 72 | 33 | 28 | 11 | 77  | 345 | 310 |
| Breakers de Seattle       | 72 | 32 | 28 | 12 | 76  | 359 | 316 |

### Meilleurs pointeurs
| Joueur            | Équipe       | PJ | B  | A   | Pts | Pun |
| ----------------- | ------------ | -- | -- | --- | --- | --- |
| Brian Propp       | Brandon      | 70 | 70 | 112 | 182 | 200 |
| Ray Allison       | Brandon      | 71 | 73 | 86  | 160 | 254 |
| Steve Tambellini  | Lethbridge   | 66 | 75 | 80  | 155 | 32  |
| Errol Rausse      | Seattle      | 72 | 62 | 92  | 154 | 60  |
| Bill Derlago      | Brandon      | 52 | 89 | 63  | 152 | 105 |
| Geordie Robertson | Victoria     | 61 | 64 | 72  | 136 | 85  |
| Gerald Minor      | Regina       | 66 | 54 | 75  | 129 | 236 |
| Merlin Malinowski | Medicine Hat | 72 | 48 | 78  | 126 | 131 |
| Ryan Walter       | Seattle      | 62 | 54 | 71  | 125 | 148 |
| Wayne Babych      | Portland     | 68 | 50 | 71  | 121 | 218 |

## Séries éliminatoires

### Première ronde
Une première ronde est disputée au format de « round-robin », les deux premiers de chaque division accèdent ainsi à la finale de division.
| Équipe                 | V | D | résultat |
| ---------------------- | - | - | -------- |
| Bombers de Flin Flon   | 4 | 4 | Qualifié |
| Pats de Regina         | 4 | 4 | Qualifié |
| Wheat Kings de Brandon | 4 | 4 | Éliminé  |

| Équipe                 | V | D | résultat |
| ---------------------- | - | - | -------- |
| Bighorns de Billings   | 6 | 2 | Qualifié |
| Tigers de Medicine Hat | 3 | 5 | Qualifié |
| Broncos de Lethbridge  | 3 | 5 | Éliminé  |

| Équipe                    | V | D | résultat |
| ------------------------- | - | - | -------- |
| Bruins de New Westminster | 7 | 1 | Qualifié |
| Cougars de Victoria       | 4 | 4 | Qualifié |
| Winter Hawks de Portland  | 1 | 7 | Éliminé  |

### Finales de divisions
Les deux qualifiés de chaque division s'affrontent par la suite lors des finale de divisions.
- Les Bombers de Flin Flon remportent leur série face aux Pats de Regina par la marque de 4 victoires à 1.
- Les Bighorns de Billings remportent leur série face aux Tigers de Medicine Hat par la marque de 4 victoires à 0.
- Les Bruins de New Westminster remportent leur série face aux Cougars de Victoria par la marque de 4 victoires à 1.

### Demi-finale
Les trois équipes victorieuses (Flin Flon, Billings et New Westminster) prennent part par la suite à une demi-finale sous forme de « round-robin », les deux équipes terminant en tête s'affronte par la suite lors de la grande finale.
| Équipe                    | V | D | résultat |
| ------------------------- | - | - | -------- |
| Bighorns de Billings      | 3 | 1 | Qualifié |
| Bruins de New Westminster | 3 | 1 | Qualifié |
| Bombers de Flin Flon      | 0 | 4 | Éliminé  |

### Finale
- Les Bruins de New Westminster remportent la série face aux Bighorns de Billings par la marque de 4 victoires à 0.

## Honneurs et trophées
- Champion de la saison régulière : Wheat Kings de Brandon.
- Trophée du Joueur le plus utile (MVP), remis au meilleur joueur : Ryan Walter, Breakers de Seattle.
- Meilleur pointeur : Brian Propp, Wheat Kings de Brandon.
- Trophée du meilleur esprit sportif : Steve Tambellini, Broncos de Lethbridge.
- Meilleur défenseur : Brad McCrimmon, Wheat Kings de Brandon.
- Recrue de l'année : (égalité) Keith Brown, Winter Hawks de Portland et John Ogrodnick, Bruins de New Westminster.
- Meilleur gardien : Bart Hunter, Winter Hawks de Portland.
- Meilleur entraîneur : (égalité) Dave King, Bighorns de Billings et Jack Shupe, Cougars de Victoria.